# Lista de singles número um na Billboard Hot 100 em 2000
A seguir apresenta-se a lista dos singles número um na Billboard Hot 100 em 2000. A Billboard Hot 100 é uma tabela musical que classifica o desempenho de singles nos Estados Unidos. Publicada semanalmente pela revista Billboard, os seus dados são recolhidos pela Nielsen SoundScan, baseando-se em cada venda semanal física, e também popularidade da canção nas rádios. Em 2000, dezassete canções atingiram o topo da tabela pela primeira vez. No entanto, embora tenha liderado por duas semanas, aumentando o seu total para doze semanas, o tema "Smooth", da banda Santana com participação de Rob Thomas, iniciou a sua corrida no topo em 1999, e foi, portanto, excluído.

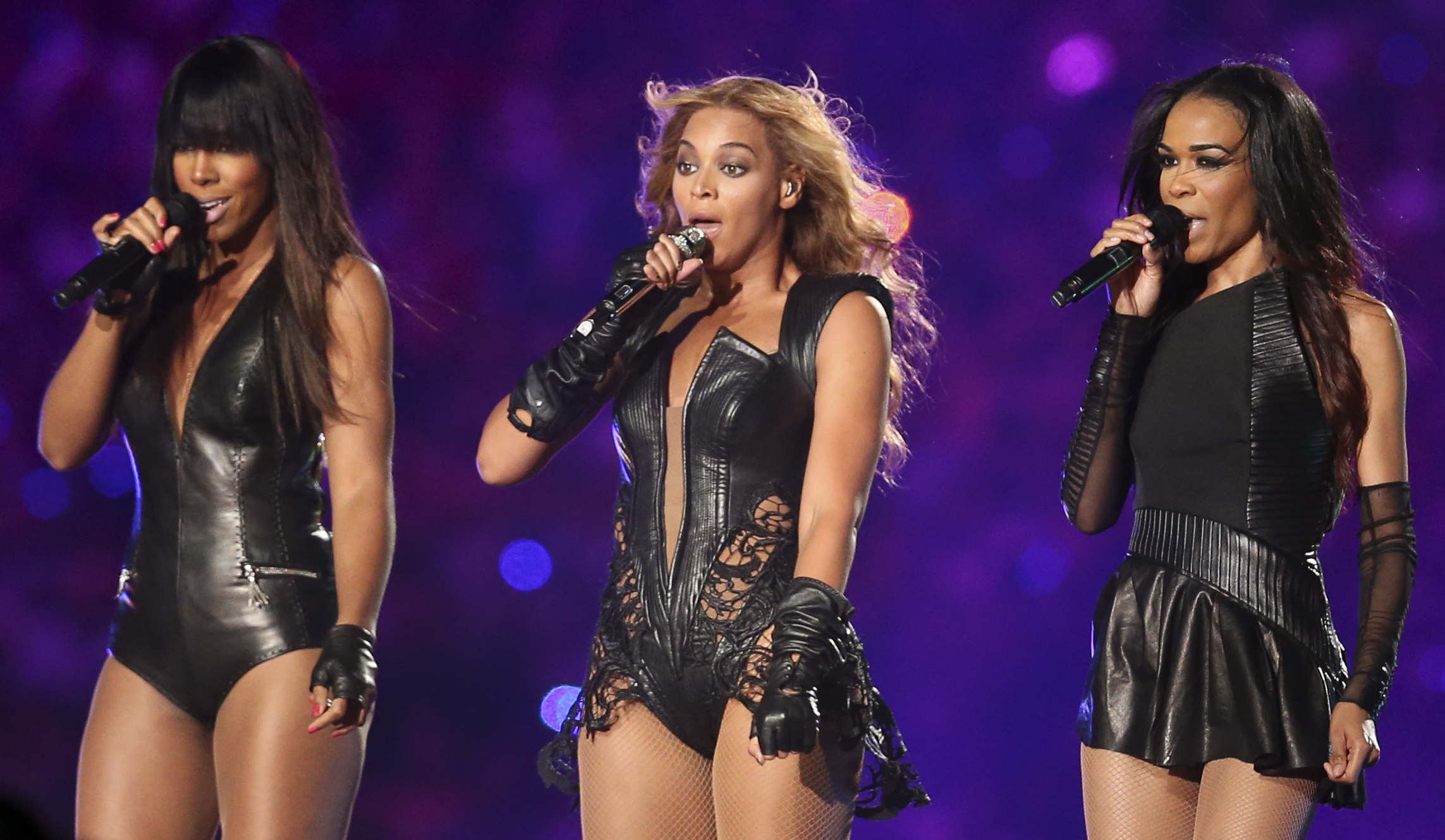
"Independent Women Part I", o terceiro número um do grupo feminino Destiny's Child, foi a canção que por mais tempo liderou a Hot 100 em 2000. Ademais, o grupo foi um de duas artistas que conseguiram posicionar mais de um single na primeira posição da tabela.

Dez artistas conseguiram posicionar um single no número um da Hot 100 pela primeira vez, quer como artista principal quer como convidado. Eles são: Aaliyah, Creed, Matchbox Twenty, os grupos 'N Sync e 98 Degrees, Savage Garden, Joe, Lonestar, The Product G&B, Vertical Horizon. Com onze semanas consecutivas no topo, quatro das quais foram no ano seguinte, "Independent Women Part I", o terceiro número um do grupo feminino Destiny's Child, foi a canção que por mais tempo liderou a Hot 100. "Say My Name", também do grupo, havia também alcançado o primeiro posto da tabela, fazendo das Destiny's Child, juntamente com Christina Aguilera, as únicas artistas a conseguiram posicionar mais de um single na primeira posição da tabela no ano. "Maria Maria", do grupo Santana com participação de The Product G&B, foi o tema com o segundo maior tempo de liderança: 10 semanas consecutivas. Ademais, "Maria Maria" e "Thank God I Found You", de Mariah Carey com participação de Joe e 98 Degrees, foram as únicas colaborações que conseguiram alcançar a posição mais alta da Hot 100 no ano. Este foi o décimo quinto número um de Carey, estendendo o seu recorde de artista a solo com a maior quantidade de números uns e alcançando o recorde de maior quantidade ininterrupta de anos consecutivos a posicionar canções no primeiro posto da tabela: onze anos, começando com "Vision of Love" em 1990.
Após uma espera de trinta semanas, "Amazed", de Lonestar, conseguiu alcançar o topo da Hot 100 na publicação de 4 de Março, a sua trigésima primeira semana na tabela, tendo liderado por mais uma semana. Este foi o segundo maior tempo de espera de um single para alcançar o número um, perdendo apenas para "Macarena (Bayside Boys Mix)" de Los Del Rio, que apenas alcançou o topo na sua trigésima terceira semana. "With Arms Wide Open" de Creed, e "Everything You Want" de Vertical Horizon também esperaram tempos longos para que alcançassem o primeiro posto, com o primeiro atingindo o cume na sua vigésima sétima semana e o segundo na sua vigésima sexta semana. "Try Again", de Aaliyah, marcou a primeira vez que um single conseguiu alcançar o primeiro posto da Hot 100 apenas devido ao seu desempenho nas estações de rádio norte-americanas. "Doesn't Really Matter" rendeu a Janet Jackson o seu nono número um na tabela musical e foi ainda o primeiro número um por uma artista feminina desde "Try Again" três meses antes, quebrando o maior tempo de dominância masculina na Hot 100 desde oito anos antes. "Music" foi o décimo segundo tema de Madonna a alcançar a primeira colocação da tabela, empatando ela com as The Supremes na quinta posição das artistas com a maior quantidade de números uns. Ademais, "Music" conquistou a maior quantidade de vendas semanais e maior acumulado de pontos para um número um.
Embora nem sequer tenha conseguido alcançar o primeiro posto da tabela, a canção com o melhor desempenho do ano foi "Breathe" de Faith Hill.

## Histórico

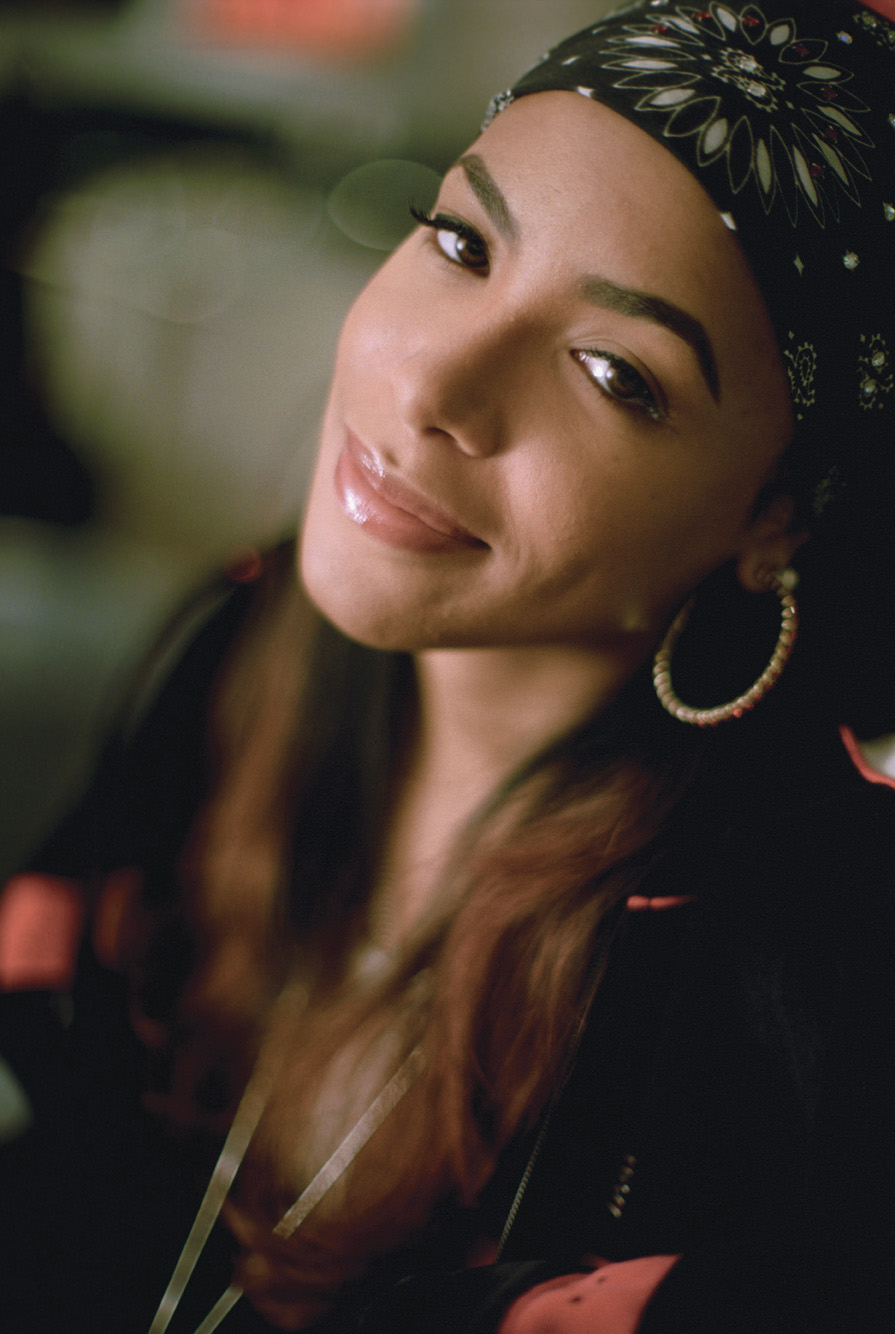
"Try Again", de Aaliyah, marcou a primeira vez que um single alcançou o topo apenas devido ao seu desempenho nas estações de rádio.

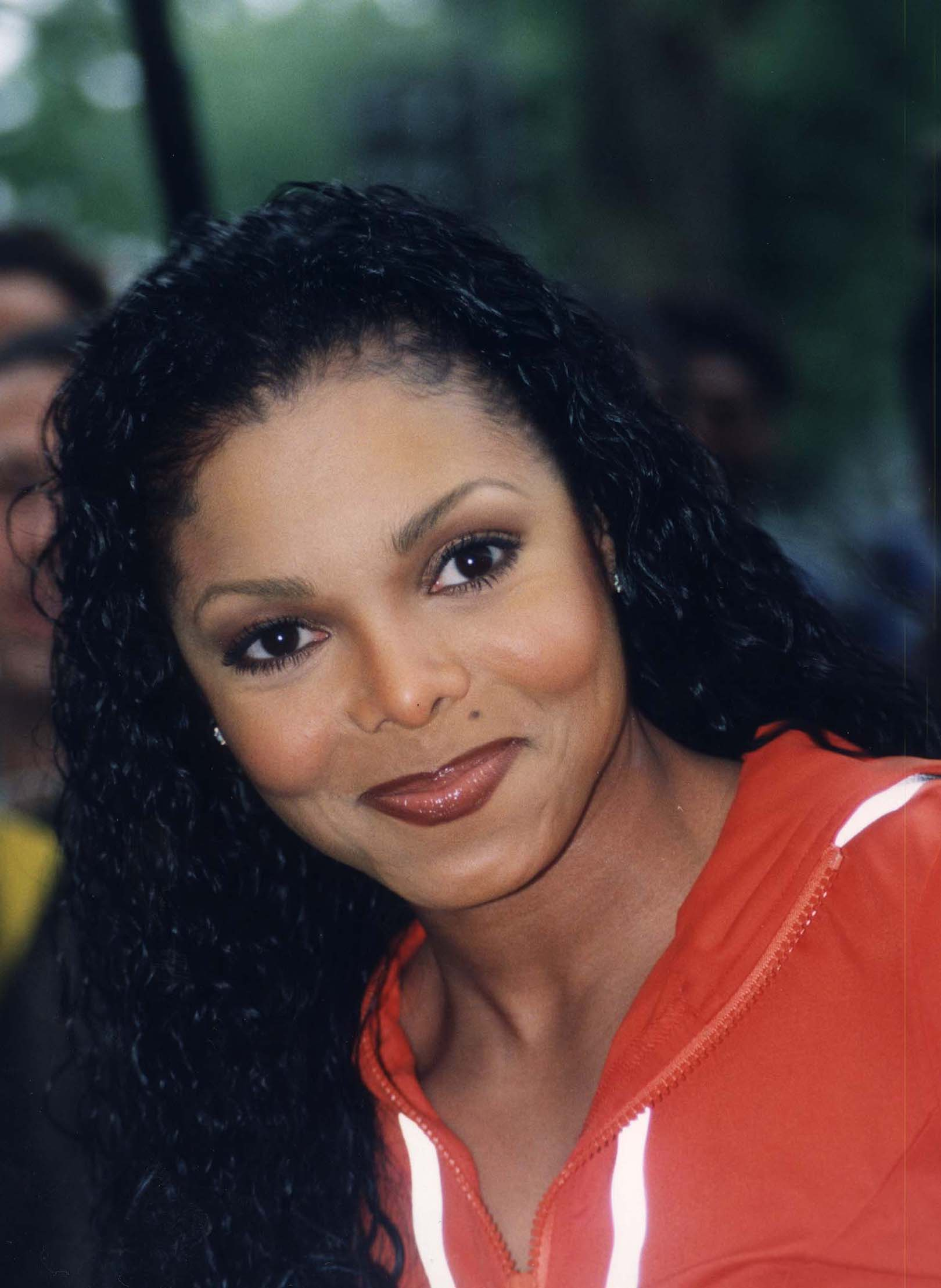
"Doesn't Really Matter", de Janet Jackson, quebrou o maior tempo de dominância masculina na Hot 100 desde oito anos antes.

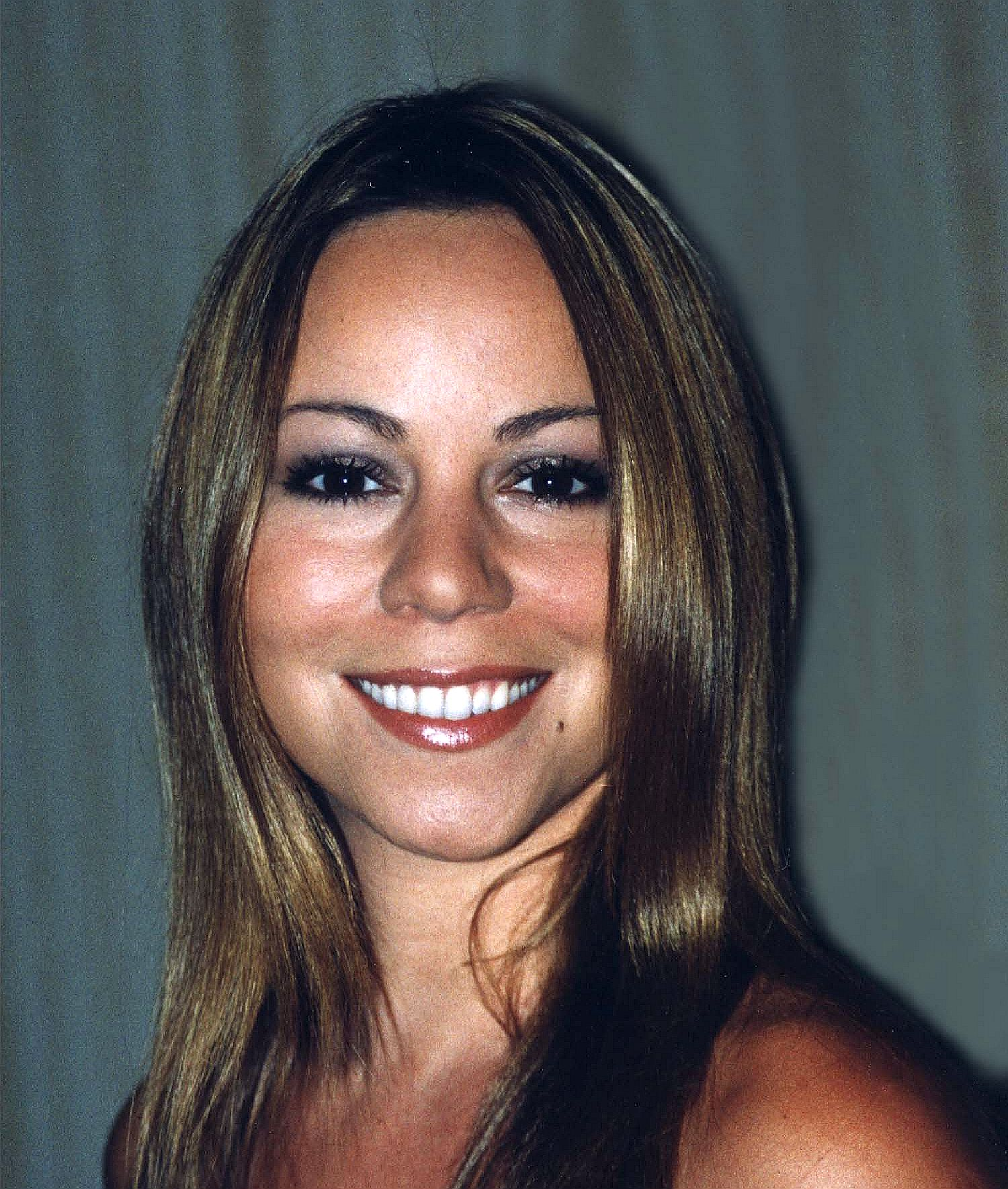
Com "Thank God I Found You", Mariah Carey colocou uma faixa no topo da tabela pelo décimo primeiro ano seguido.

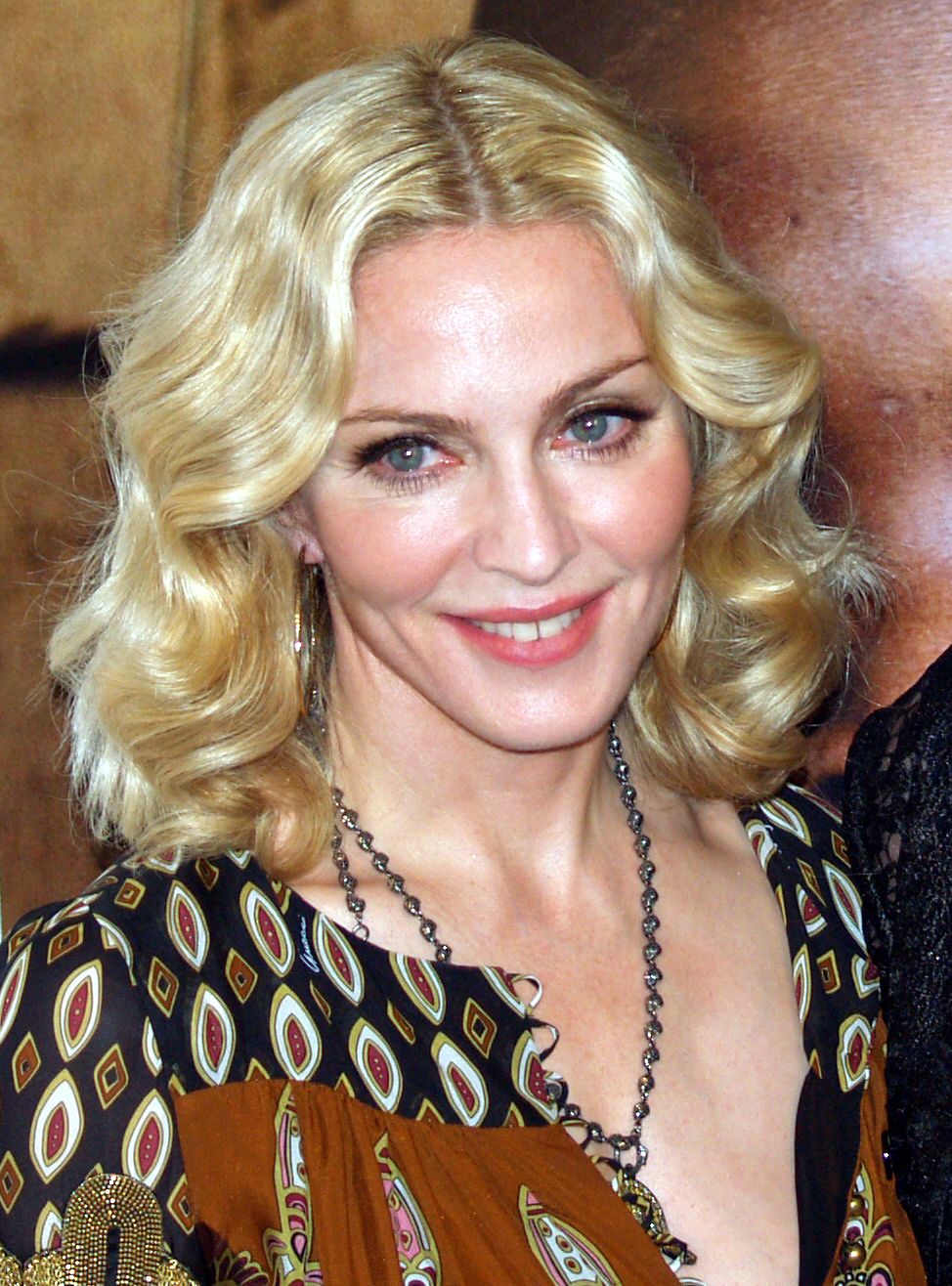
Além de ser o décimo segundo número um de Madonna, "Music" conquistou a maior quantidade de vendas semanais e maior acumulado de pontos para um número um.

| Data            | Canção                                  | Artista(s)                                        |
| --------------- | --------------------------------------- | ------------------------------------------------- |
| 1 de Janeiro    | "Smooth"                                | Santana com participação de Rob Thomas            |
| 8 de Janeiro    | "Smooth"                                | Santana com participação de Rob Thomas            |
| 15 de Janeiro   | "What a Girl Wants"                     | Christina Aguilera                                |
| 22 de Janeiro   | "What a Girl Wants"                     | Christina Aguilera                                |
| 29 de Janeiro   | "I Knew I Loved You"                    | Savage Garden                                     |
| 5 de Fevereiro  | "I Knew I Loved You"                    | Savage Garden                                     |
| 12 de Fevereiro | "I Knew I Loved You"                    | Savage Garden                                     |
| 19 de Fevereiro | "Thank God I Found You"                 | Mariah Carey com participação de Joe e 98 Degrees |
| 26 de Fevereiro | "I Knew I Loved You"                    | Savage Garden                                     |
| 4 de Março      | "Amazed"                                | "Lonestar"                                        |
| 11 de Março     | "Amazed"                                | "Lonestar"                                        |
| 18 de Março     | "Say My Name"                           | Destiny's Child                                   |
| 25 de Março     | "Say My Name"                           | Destiny's Child                                   |
| 1 de Abril      | "Say My Name"                           | Destiny's Child                                   |
| 8 de Abril      | "Maria Maria"                           | Santana com participação de The Product G&B       |
| 15 de Abril     | "Maria Maria"                           | Santana com participação de The Product G&B       |
| 22 de Abril     | "Maria Maria"                           | Santana com participação de The Product G&B       |
| 29 de Abril     | "Maria Maria"                           | Santana com participação de The Product G&B       |
| 6 de Maio       | "Maria Maria"                           | Santana com participação de The Product G&B       |
| 13 de Maio      | "Maria Maria"                           | Santana com participação de The Product G&B       |
| 20 de Maio      | "Maria Maria"                           | Santana com participação de The Product G&B       |
| 27 de Maio      | "Maria Maria"                           | Santana com participação de The Product G&B       |
| 3 de Junho      | "Maria Maria"                           | Santana com participação de The Product G&B       |
| 10 de Junho     | "Maria Maria"                           | Santana com participação de The Product G&B       |
| 17 de Junho     | "Try Again"                             | Aaliyah                                           |
| 24 de Junho     | "Be with You"                           | Enrique Iglesias                                  |
| 1 de Julho      | "Be with You"                           | Enrique Iglesias                                  |
| 8 de Julho      | "Be with You"                           | Enrique Iglesias                                  |
| 15 de Julho     | "Everything You Want"                   | Vertical Horizon                                  |
| 22 de Julho     | "Bent"                                  | Matchbox Twenty                                   |
| 29 de Julho     | "It's Gonna Be Me"                      | 'N Sync                                           |
| 5 de Agosto     | "It's Gonna Be Me"                      | 'N Sync                                           |
| 12 de Agosto    | "Incomplete"                            | Sisqó                                             |
| 19 de Agosto    | "Incomplete"                            | Sisqó                                             |
| 26 de Agosto    | "Doesn't Really Matter"                 | Janet                                             |
| 2 de Setembro   | "Doesn't Really Matter"                 | Janet                                             |
| 9 de Setembro   | "Doesn't Really Matter"                 | Janet                                             |
| 16 de Setembro  | "Music"                                 | Madonna                                           |
| 23 de Setembro  | "Music"                                 | Madonna                                           |
| 30 de Setembro  | "Music"                                 | Madonna                                           |
| 7 de Outubro    | "Music"                                 | Madonna                                           |
| 14 de Outubro   | "Come on Over Baby (All I Want Is You)" | Christina Aguilera                                |
| 21 de Outubro   | "Come on Over Baby (All I Want Is You)" | Christina Aguilera                                |
| 28 de Outubro   | "Come on Over Baby (All I Want Is You)" | Christina Aguilera                                |
| 4 de Novembro   | "Come on Over Baby (All I Want Is You)" | Christina Aguilera                                |
| 11 de Novembro  | "With Arms Wide Open"                   | Creed                                             |
| 18 de Novembro  | "Independent Women Part I"              | Destiny's Child                                   |
| 25 de Novembro  | "Independent Women Part I"              | Destiny's Child                                   |
| 2 de Dezembro   | "Independent Women Part I"              | Destiny's Child                                   |
| 9 de Dezembro   | "Independent Women Part I"              | Destiny's Child                                   |
| 16 de Dezembro  | "Independent Women Part I"              | Destiny's Child                                   |
| 23 de Dezembro  | "Independent Women Part I"              | Destiny's Child                                   |
| 30 de Dezembro  | "Independent Women Part I"              | Destiny's Child                                   |